# + (album)
| Recensione      | Giudizio |
| --------------- | -------- |
| AllMusic        |          |
| BBC             |          |
| NME             |          |
| Q               |          |
| The Guardian    |          |
| The Independent |          |
| The Observer    |          |

+ (stilizzazione di Plus) è il terzo album in studio del cantautore britannico Ed Sheeran, pubblicato il 9 settembre 2011 dalla Atlantic Records.

## Descrizione
Primo album pubblicato attraverso un'etichetta internazionale, il disco comprende 16 canzoni, tra le quali The A Team, You Need Me, I Don't Need You e Lego House, con le quali Ed Sheeran si è affermato sulla scena internazionale.
Con questo album Ed Sheeran ha vinto anche il BRIT Award nel 2011 come miglior artista maschile inglese. L'album è arrivato primo nella classifica inglese (nella quale staziona da oltre 200 settimane) e secondo in quella irlandese.

## Tracce
Testi e musiche di Ed Sheeran, eccetto dove indicato.
1. The A Team – 4:18
2. Drunk – 3:20 (Jake Gosling)
3. U.N.I. – 3:48 (Jake Gosling)
4. Grade 8 – 2:59 (True Tiger)
5. Wake Me Up – 3:49 (Jake Gosling)
6. Small Bump – 4:19
7. This – 3:15 (Gordon Millis)
8. The City – 3:54 (Jake Gosling)
9. Lego House – 3:05 (Jake Gosling, Chris Leonard)
10. You Need Me, I Don't Need You – 3:40
11. Kiss Me – 4:40 (Julie Frost, Justin Franks)
12. Give Me Love – 8:46 (Jake Gosling, Chris Leonard) – contiene la traccia fantasma The Parting Glass (canzone popolare)

Tracce bonus nell'edizione multimediale
1. Wayfaring Stranger – 4:04 (canzone popolare)
2. U.N.I. (One Take Version) – 2:49 (Jake Gosling)

Tracce bonus nell'edizione deluxe
1. Autumn Leaves – 3:20 (Jake Gosling)
2. Little Bird – 3:44
3. Gold Rush – 4:03 (Amy Wadge)
4. Sunburn – 4:35

Tracce bonus nell'edizione giapponese
1. The A Team (Acoustic) – 4:01

DVD bonus nell'edizione australiana e neozelandese
1. Grade 8
2. The City
3. U.N.I
4. Homeless
5. Drunk
6. Small Bump
7. Lego House
8. Kiss Me
9. Wake Me Up
10. The A Team
11. Give Me Love
12. You Need Me, I Don't Need You

## Classifiche

### Classifiche settimanali
| Classifica (2011/12) | Posizione massima |
| -------------------- | ----------------- |
| Australia            | 1                 |
| Austria              | 21                |
| Belgio (Fiandre)     | 9                 |
| Belgio (Vallonia)    | 38                |
| Canada               | 5                 |
| Danimarca            | 13                |
| Francia              | 44                |
| Germania             | 12                |
| Irlanda              | 1                 |
| Italia               | 28                |
| Norvegia             | 20                |
| Nuova Zelanda        | 1                 |
| Paesi Bassi          | 8                 |
| Polonia              | 26                |
| Regno Unito          | 1                 |
| Spagna               | 59                |
| Stati Uniti          | 5                 |
| Stati Uniti (folk)   | 1                 |
| Stati Uniti (rock)   | 2                 |
| Svezia               | 19                |
| Svizzera             | 2                 |

### Classifiche di fine anno
| Classifica (2011) | Posizione |
| ----------------- | --------- |
| Australia         | 58        |
| Irlanda           | 19        |
| Regno Unito       | 9         |
| Classifica (2012) | Posizione |
| Belgio (Fiandre)  | 50        |
| Canada            | 48        |
| Irlanda           | 3         |
| Nuova Zelanda     | 3         |
| Paesi Bassi       | 22        |
| Regno Unito       | 3         |
| Stati Uniti       | 136       |
| Svizzera          | 54        |
| Classifica (2013) | Posizione |
| Belgio (Fiandre)  | 99        |
| Irlanda           | 17        |
| Nuova Zelanda     | 6         |
| Paesi Bassi       | 53        |
| Stati Uniti       | 46        |
| Classifica (2018) | Posizione |
| Islanda           | 87        |
| Classifica (2021) | Posizione |
| Australia         | 100       |

### Classifiche di fine decennio
| Classifica (2010-19) | Posizione |
| -------------------- | --------- |
| Australia            | 9         |
| Paesi Bassi          | 67        |

## Date di pubblicazione
| Paese                 | Data di pubblicazione | Formato               | Edizione                 | Etichetta                          | Note          |
| --------------------- | --------------------- | --------------------- | ------------------------ | ---------------------------------- | ------------- |
| Irlanda               | 9 settembre 2011      | CD, download digitale | standard e deluxe        | Asylum Records, Warner Music Group | [ 52 ]        |
| Regno Unito           | 12 settembre 2011     | CD, download digitale | standard e deluxe        | Asylum Records, Warner Music Group | [ 53 ]        |
| Regno Unito           | 12 settembre 2011     | LP                    | standard                 | Asylum Records, Warner Music Group | [ 54 ]        |
| Giappone              | 13 settembre 2011     | CD, download digitale | Standard Special Edition | Warner Music Group                 | [ 55 ] [ 56 ] |
| Australia             | 23 settembre 2011     | CD, download digitale | standard e deluxe        | Warner Music Group                 | [ 57 ]        |
| Paesi Bassi           | 18 novembre 2011      | CD, download digitale | standard e deluxe        | Warner Music Group                 | [ 58 ]        |
| Svizzera              | 13 gennaio 2012       | CD, download digitale | standard e deluxe        | Warner Music Group                 | [ 59 ]        |
| Polonia               | 16 gennaio 2012       | CD, download digitale | standard e deluxe        | Warner Music Group                 | [ 60 ]        |
| Germania              | 10 febbraio 2012      | CD, download digitale | standard e deluxe        | Warner Music Group                 | [ 61 ]        |
| Argentina             | 15 maggio 2012        | CD, download digitale | standard e deluxe        | Warner Music Group                 | [ 62 ]        |
| Stati Uniti d'America | 12 giugno 2012        | CD, download digitale | standard e deluxe        | Elektra Records                    | [ 63 ]        |